# Eparchie serovská
Eparchie serovská je eparchie ruské pravoslavné církve nacházející se v Rusku.

## Území a titul biskupa
Zahrnuje správní hranice území městského okruhu Věrchoturje, Volčansk, Gari, Serov, Sosva, Severouralsk, Ivděl, Krasnoturjinsk, Karpinsk, Nižňaja Tura, Novaja Ljalja a Pelym Sverdlovské oblasti.
Eparchiálnímu biskupovi náleží titul biskup serovský a krasnoturjinský.

## Historie
Eparchie byla zřízena rozhodnutím Svatého synodu dne 7. března 2018 oddělením území z nižnětagilské eparchie. Stala se součástí jekatěrinburské metropole.
Prvním eparchiálním biskupem se stal igumen Alexij (Pavlovič Orlov), duchovní nižnětagilské eparchie.

## Seznam biskupů
- 2018–2020 Alexij (Pavlovič Orlov)
- 2020–2020 Kirill (Nakoněčnyj), dočasný administrátor
- 2020–2021 Alexij (Orlov), dočasný administrátor
- 2021–2024 Feodosij (Čaščin), dočasný administrátor
- od 2024 Feognost (Dmitrijev)